# Chantal Safu

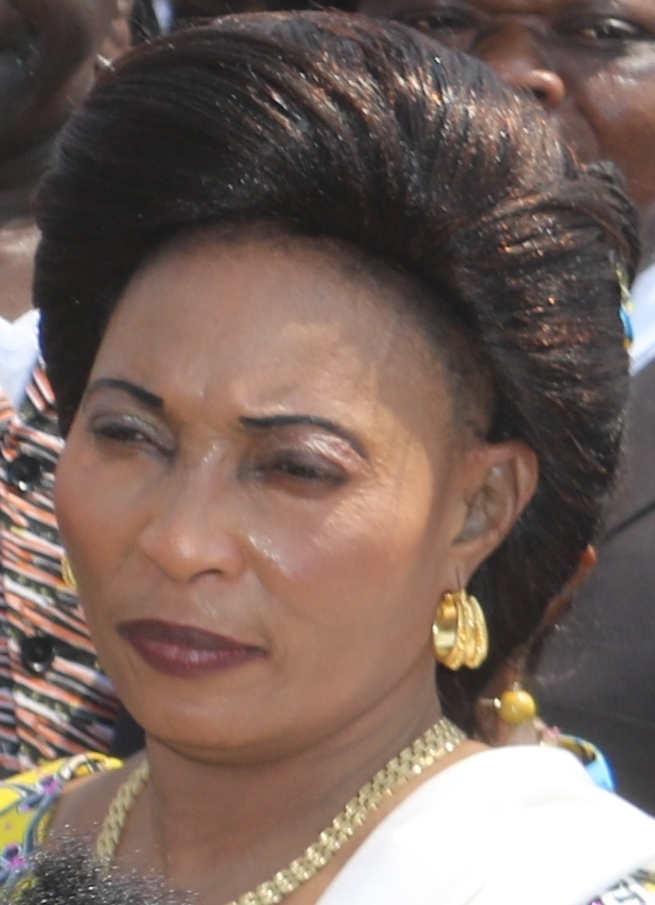
Safu em 2018

Chantal Safu (ou Safou ) Lopusa é uma política da República Democrática do Congo. Ela foi Ministra do Género, Crianças e Família até 9 de setembro de 2019, quando foi substituída por Béatrice Lumeya.